# Россман, Илья Данилович
Илья Данилович Россман (Росман) (1895 — 1975) — советский военный деятель, начальник КВОКУ, комбриг.

## Биография
Родился в еврейской семье. В 1918 вступил в РКП(б). В течение двух лет, с августа 1927 по август 1929, являлся начальником штаба 1-го артиллерийского полка 1-й моторизованной Московской Краснознамённой дивизии. С августа 1929 до весны 1931 был командиром 2-го стрелкового полка в этой дивизии. С 1935 до 1937 находился на должности начальника Московского артиллерийского училища. С января 1937 до 18 октября 1938 числился начальником 2-го Киевского артиллерийского училища. 10 августа 1937 исключён из коммунистической партии, 10 июня 1938 арестован особым отделом НКВД, осуждён особым совещанием при НКВД СССР на 5 лет ИТЛ по обвинению в участии в антисоветской организации. Из Киевской тюрьмы НКВД 26 октября 1939 написал народному комиссару обороны К. Е. Ворошилову письмо, в котором указывал, что обвинение составлено на основании клеветы со стороны арестованных офицеров и комиссара военного училища, а сам он оговорил себя под воздействием незаконных методов дознания со стороны заместителя начальника особого отдела НКВД КОВО, старшего лейтенанта государственной безопасности В. Р. Грабаря и младшего лейтенанта государственной безопасности А. Т. Горбатенко. В результате военный трибунал КОВО отправил дело на доследование, а военная прокуратура рекомендовала выпустить на свободу. Однако всё равно оказался в Краслаге, а во время Великой Отечественной войны срок был увеличен вдвое. Затем работал техноруком в леспромхозе «Химпром» при городе Кологрив, где и проживал. Вскоре после отбытия срока арестован 26 января 1949 и осуждён 20 апреля того же года по обвинению в подрывной вредительской деятельности, участии в контрреволюционной организации, террористических намерениях, связь с чуждым элементом по статьям 58-1 «б», 58-11, 58-8 осуждён особым совещанием при МГБ СССР на 5 лет ссылки на поселение в Енисейск. Определением ВКВС СССР от 14 мая 1955 реабилитирован.

### Звания
- комбриг (26 ноября 1935).[2]